# Eupsoropsis calida
Eupsoropsis calida är en fjärilsart som beskrevs av Emilio Berio 1969. Eupsoropsis calida ingår i släktet Eupsoropsis och familjen nattflyn. Inga underarter finns listade i Catalogue of Life.